# 石狩市立花川南中学校
石狩市立花川南中学校（いしかりしりつはなかわみなみちゅうがっこう）は、北海道石狩市花川南9条に所在する公立中学校。

## 沿革
花川南地区の人口増加によって生徒数が急増し花川中学校が対応できなくなってきたため、1976年に地域住民から中学校増設の陳情を石狩町に行った。1977年、石狩町議会で新設校校舎建築を可決し、校舎建築工事や校名決定など開校の準備が進められた。1978年4月、花川中学校から分離し「石狩町立花川南中学校」（生徒319名、9学級）が開校した。年々と生徒数が増加していき、1992年5月に開校以来最多の1,057名になった。1995年4月、生徒増加により樽川中学校が分離した。
年表
- 1976年（昭和51年）- 地域住民が花川南地区に中学校増設の陳情[1]。
- 1977年（昭和52年）- 校舎建設を石狩町議会で可決、校舎建築工事着工、校名決定[1]。
- 1978年（昭和53年）- 校舎建築工事完成[1]、石狩町立花川南中学校が開校[2]、校歌制定[1]。
- 1983年（昭和58年）- 校舎増改築工事完成[1]。
- 1995年（平成7年）- 樽川中学校が分離、コンピュータ教室を設置[2]。
- 1996年（平成8年）- 市制施行により石狩市立花川南中学校に改称[2]。
- 2001年（平成13年）- 沖縄県恩納村との交流開始[1]。
- 2010年（平成22年）- 校舎耐震補強工事完了[1]。
- 2012年（平成24年）- 暖房設備全面改修完了[2]。
- 2015年（平成27年）- 北海道ふるさと教育推進事業（北方領土の学習 1年）[2]
- 2017年（平成29年）- 授業力改善等支援授業を開始[2]。
- 2018年（平成30年）- いじめ防止基本方針を改正[2]。

## 教育目標
我々は 真理と平和を求め 社会の激しい変化に対応できる 心豊かでたくましい人間を育てる。
- 真理を追究し 創造的に課題に取り組む生徒[3]。
- 自他を尊重し 優しさと思いやりのある生徒[3]。
- 正しい判断力を持ち 自ら進んで実践できる生徒[3]。
- 命を大切にし 心身ともにたくましい生徒[3]。

## 部活動
全国大会のみ掲載。
体育部
- サッカー部
- 女子テニス部
- 男子バスケットボール部
- 女子バレーボール部
  - 全日本中学校バレーボール選手権大会 出場（1997年 - 1998年[1]、2002年）[2]
- 女子バドミントン部

文化部
- 吹奏楽部
- 美術部
  - 全国中学校美術部作品展 入選・佳作（2017年）[2]

かつてあった部活動
- 野球部
  - 全国中学校軟式野球大会 出場（1993年）[2]
- 男子バレーボール部
  - 全日本中学校バレーボール選手権大会 出場（1997年 - 1998年[1]）[2]
- 女子ソフトボール部
  - 全国中学校ソフトボール大会 出場（1985年）[2]

## 通学区域
通学区域は以下の通り。
- 花川南5条3丁目 - 6丁目
- 花川南6条3丁目 - 5丁目
- 花川南7条1丁目 - 5丁目
- 花川南8条1丁目 - 5丁目
- 花川南9条1丁目 - 5丁目
- 花川南10条1丁目 - 4丁目

## 出身小学校
- 石狩市立花川南小学校

## 交通アクセス
- 北海道中央バス（石狩営業所）
  - （麻13・麻14）花畔団地線「花川南9条4丁目」停留所下車、徒歩4分[6]。
  - （09・14）花川南団地線「花川南9条4丁目」停留所下車、徒歩4分[6][7]。
  - （麻40）麻生樽川線「花川南9条4丁目」停留所下車、徒歩4分[6]。